# Dzianis Simanovich
Pour les articles homonymes, voir Simanovich.
Dzianis Simanovich (né le 20 avril 1987 à Chișinău) est un athlète biélorusse, spécialiste de la marche.
Lors des Jeux olympiques de Lonfres, il bat sur le Mall son meilleur temps sur 20 km en 1 h 20 min et 42 s.